# Тимирязевское сельское поселение (Ивановская область)
Тимирязевское сельское поселение — муниципальное образование (сельское поселение) в Лухском районе Ивановской области.
Административный центр — село Тимирязево.

## Географические данные
- Общая площадь: 187,5 км²
- Расположение: на западе Лухского муниципального района в 3 км от районного и в 80 км от областного центров
- Граничит:
  - на севере — с Родниковским муниципальным районом
  - на востоке — с Порздневским и Благовещенским сельскими поселениями
  - на юге — с Рябовским сельским поселением
  - на западе — с Вичугским муниципальным районом

## Население
| 2002  | 2010  | 2011  | 2012  | 2013  | 2014  | 2015  |
| ----- | ----- | ----- | ----- | ----- | ----- | ----- |
| 1863  | ↘1729 | ↘1724 | ↗1745 | ↗1750 | ↘1704 | ↘1659 |
| 2016  | 2017  | 2018  | 2019  | 2020  | 2021  |       |
| ↘1619 | ↘1600 | ↘1565 | ↘1542 | ↘1508 | ↘1475 |       |

## Населённые пункты
В состав сельского поселения входят 26 населённых пунктов.
| №  | Населённый пункт | Тип населённого пункта | Население |
| -- | ---------------- | ---------------------- | --------- |
| 1  | Алешково         | деревня                | 4         |
| 2  | Буяново          | деревня                | 6         |
| 3  | Ворсино          | деревня                | ↘26       |
| 4  | Городок          | деревня                | ↗476      |
| 5  | Деменино         | деревня                | 9         |
| 6  | Запрудново       | деревня                | 231       |
| 7  | Захарово         | деревня                | 3         |
| 8  | Клешнино         | деревня                | 3         |
| 9  | Кузьмино         | деревня                | 43        |
| 10 | Курилово         | деревня                | 7         |
| 11 | Мясниково        | деревня                | 25        |
| 12 | Настасьино       | деревня                | ↘22       |
| 13 | Оношково         | деревня                | 77        |
| 14 | Павлицево        | деревня                | 13        |
| 15 | Палкино          | деревня                | 0         |
| 16 | Пестово          | деревня                | 51        |
| 17 | Петельниково     | деревня                | 21        |
| 18 | Пирогово         | деревня                | 10        |
| 19 | Пурково          | деревня                | 0         |
| 20 | Рябинкино        | деревня                | 19        |
| 21 | Сокольское       | село                   | ↘18       |
| 22 | Тимирязево       | село                   | ↘658      |
| 23 | Фролки           | деревня                | 1         |
| 24 | Хлябово          | деревня                | 3         |
| 25 | Хмельничново     | деревня                | 3         |
| 26 | Чесноково        | деревня                | 0         |

## Рельеф
Территория Тимирязевского сельского поселения характеризуется плоским, пологоволнистым рельефом.
Общий уклон поверхности наблюдается в направлении север-юг.
Водораздельные пространства отличаются равнинностью. Речная долина бассейна р. Лух слабо выражена, заболочена и имеет очень незначительный уклон.
В целом характер рельефа благоприятный для строительства транспортных магистралей, зданий и сооружений, а также для развития туризма и отдыха.

## Геология
Территория Тимирязевского сельского поселения расположена в средней части Восточно-Европейской равнины, в пределах Московской возвышенности. На моренной и водоледниковой равнине.
В геоморфологическом отношении поверхность поселения представляет собой западный склон перевала Лух — Волга, находится в зоне днепровско-московских флювиогляциальных отложений. В геологическом строении территории принимают флювиогляциальные отложения среднечетвертичной системы. С поверхности эти отложения перекрыты почвенно-растительным слоем с насыпными образованиями.
В составе насыпи встречены: песок, суглинок, древесные остатки, бетон. Мощность насыпи .
Почвенно-растительной слой имеет мощность. Верхнечетвертичные покрывные отложения представлены бурыми суглинками полутвердой консистенции, содержат прослои и линзы очень влажного песка, мощностью от 0,7 до .
Флювиогляциальные отложения представлены песками и суглинками.
Непосредственно под насыпью и почвенно-растительным слоем, а также под суглинками залегает горизонт мелких песков, которые прослеживаются до глубины 1,7- и вскрываются вновь с глубины .
Пылевые пески белого цвета выделяются на глубине 3,5-, их мощность от 0,6 до .
Ниже, на глубине 4- и до обнаруживаются пески желтовато-бурые, серые, глинистые, средней плотности.
Водоносный горизонт вскрыт во флювиогляциальных отложениях московской стадии оледенения. Водовмещающим являются, как песчаные горизонты, так и линзы песков в суглинках. Глубина залегания водоносного горизонта 6,0-.
Уровень грунтовых вод очень колеблется.

## Климат
Климат Тимирязевского сельского поселения умеренно континентальный, с холодной многоснежной зимой и умеренно жарким летом.
Поселение находится под преимущественным воздействием воздушных масс умеренных широт, вторгающихся на Европейскую часть России из полярного бассейна. Эти воздушные массы имеют малое влагосодержание и низкие температуры, что вызывает весенние и осенние заморозки.
Проникновение теплых континентальных масс с юго-востока Европейской части России ведет к резкому повышению температуры, что может обуславливать ранние и интенсивные весенние оттепели, а летом — суховейные явления.
Средняя многолетняя годовая температура воздуха равна +3,1°. Самый тёплый месяц — июль (+18,2°). Абсолютный максимум температуры отмечен +38°. Самый холодный месяц — январь (- 11,7°), абсолютный минимум составляет — 45°. В целом, температура характеризуется большими колебаниями суточной и годовой температуры воздуха по годам.
Активный рост большинства сельскохозяйственных культур начинается при переходе среднесуточной температуры через + 10°. Эта дата в среднем приходится на 7 мая и 15 сентября. Дата перехода температуры воздуха через 0° в среднем приходится на 6 апреля и 30 октября. Первые осенние заморозки отмечаются, в среднем, 24 октября, а последние весенние — 14 мая. Сумма средних суточных температур за период активной вегетации составляет 1800—1900°, за период с температурой воздуха +15° — 1200—1300. Продолжительность периода с температурой воздуха + 10° равна 122 дням, выше + 15° — 73 дням.
Тимирязевское сельское поселение находится в условиях несколько избыточного увлажнения. Засух почти не наблюдается, но засушливые явления имеют место. Слабые суховейные явления повторяются почти каждый год. Интенсивные суховеи наблюдаются крайне редко.
Преобладающими направлениями ветров являются юго-западные и западные, особенно с августа по апрель. Средняя годовая скорость ветра колеблется в пределах 3,5—3,8 м/сек.
Климат поселения по сезонам можно охарактеризовать следующим образом:
Планировочная оценка климата:
1. Территория поселения благоприятна для хозяйственного освоения и строительства.
2. Агроклиматические условия благоприятны.
3. Климат благоприятен для организации сезонного отдыха, возможен круглогодичный отдых.
4. Повторяемость погод без ограничения пребывания для здоровых людей на открытом воздухе — 70 %.

## Гидрология
Гидрологическая сеть территории Тимирязевского сельского поселения развита довольно хорошо. Основной водной артерией является р. Лух и впадающая в неё р. Возополь.
Реки относятся к равнинным, со смешенным питанием с преобладанием снегового. Протекают в хорошо разработанных долинах преимущественно трапециевидной формы. Естественное русло рек извилистое, заросшее водной растительностью. Склоны рек также заросли кустарником.
Уровенный режим. Характерно резкое повышение уровня весной. Половодье начинается в апреле, продолжается от нескольких дней до месяца. Уровень поднимается на 2 — .
Зимний режим. Начинается в середине ноября. Ледяной покров ровный, мощностью (по средней из максимальных). Вскрытие происходит в середине марта.
Температурный режим. Наибольший прогрев происходит в июне, максимальные температуры наблюдаются в июле (до 23°). Продолжительность купального сезона около трех месяцев.
Химизм воды. Воды пресные, гидрокарбонатно-кальциево-магниевые.
Реки используются для водоснабжения и орошения.

## Почвы
В почвенном покрове территории Тимирязевского сельского поселения преобладают дерново-подзолистые почвы, большую площадь также занимают дерново-подзолисто-глееватые.
Дерново-подзолистые почвы распространены на повышенных участках рельефа по склонам и слабым понижениям, где нет длительного переувлажнения. Почвообразующей породой этих почв являются покровные суглинки, моренные валунные бескарбонатные отложения. Значительная часть дерново-подзолистых почв используется под пашню, небольшие площади приходятся на долю суходольных лугов, используемых под сенокосы и пастбища.
Дерново-подзолистые почвы, образованные на различных по механическому составу материнских породах и залегающие на различных элементах рельефа, имеют существенные различия, как в своем строении, так и в агрохимических свойствах.
Дерново-подзолистые почвы характеризуются наличием двух основных горизонтов — гумусового, с небольшим (1—2 %) наличием гумуса, и подзолистого. Небольшое содержание гумуса и наличие нерастворимых солей в подзолистом горизонте приводит к тому, что эти почвы бесструктурны, распылены, имеют плохую водопроницаемость и поэтому часто находятся в переувлажненном состоянии, что снижает плодородие. Низкое плодородие этих почв обусловлено также повышенной кислотностью пахотного горизонта.
Дерново-подзолистые заболоченные почвы (суглинисто-глееватые, глеевые), образовались на покровных отложениях. Эти почвы встречаются отдельными небольшими контурами, на пониженных формах рельефа и по западинам склонов при временно-избыточном, главным образом поверхностном, увлажнении.
Заболоченные почвы встречаются в виде небольших участков, в сельскохозяйственном отношении в отдельную группу не выделяются и используются в качестве пашни, сенокосных угодий, выгонов и пастбищ.
Почвенный покров Тимирязевского сельского поселения подвержен плоскостной и линейной эрозии, широко распространена овражно-балочная сеть. Наиболее сильно эродированные «овражные почвы» мало продуктивны для сельского хозяйства. Почвы поселения нуждаются в постоянном проведении не только противоэрозионных мероприятий, но и мероприятий по увеличению их плодородия.

## Растительный покров
Богата и разнообразна природа Тимирязевского сельского поселения. Большая часть территории поселения покрыта лесами с преобладанием хвойных пород, имеющих особую ценность.
Они удовлетворяют потребность в древесине, в них производится заготовка грибов, ягод, лекарственного и технического сырья. Богаты леса лекарственными и витаминосодержащими растениями.
На территории поселения произрастают три вида берез. Это береза повислая — дерево до 25 метров высотой, береза пушистая — то же дерево, но поменьше, до 20 метров. Изредка на болотах можно встретить березу приземистую — кустарник или деревца всего 1,5 метра высотой.
Из семейства березовых обыкновенных растет чёрная и серая ольха, нередко можно увидеть лещину (орешник). Также встречаются и широколиственные породы — дуб и липа, часто в виде кустарника.
В лесах растет более 10 видов ив. Это и мелкие кустарнички, и кустарники крупные, и небольшие деревья, и деревья огромные (ветлы). К семейству ивовых принадлежат и обыкновенные осина и тополь.
В последнее время к исконным хвойным породам леса (ель, сосна и можжевельник) примешивается кое-где лиственница.
Среди кустарников и мелких деревьев леса можно назвать рябину, малину, шиповник (два вида), черемуху, реже иргу — из семейства розоцветных; жимолость и калину — из семейства жимолостных; чернику, бруснику, на болотах голубику, клюкву и багульник — из семейства вересковых. Из семейства розоцветных, кроме названных, много костяники и три вида земляники: земляника обыкновенная, земляника мускутная и земляника зелёная, или клубника. Последние два вида почти не отличаются от земляники обыкновенной, но встречаются реже.
В охране нуждается очень много видов и даже семейств растений. Это почти все представители семейства орхидных (юбки, ятрышники), много лилейных (ландыш, вороний глаз), колокольчиковые (крупный лесной колокольчик или колокольчик персиколистный), часть гвоздик, кувшинковые (белая, жёлтая).

## Животный мир
Животный мир Тимирязевского сельского поселения весьма разнообразен.
Водятся как часто встречающиеся виды (лиса, заяц, белка), так и реже (куница, норка, речная выдра), а также исконные и подселенные. К последним относятся лось, кабан, бобр, ондатра.
В пределах поселения можно увидеть множество видов птиц, рыб и насекомых.
Среди них оседлые: воробьи, сороки, голуби-сизари, глухари, тетерева, рябчики; кочующие: галки, серые вороны, большие синицы, сойки, совы. Из гнездящихся птиц — обыкновенный серый журавль, кукушка, стриж, ласточка, соловей, утка, пролётом бывают те же утки, а также гуси, иногда и лебеди.
Среди насекомых многие виды требуют охраны. Это бабочки, обычно самые красивые (махаоны, аполлоны), шмели.

## Экономика
- Крестьянско-фермерское хозяйство «Центурий»
- Строительная организация ОАО «Лухагрострой»
- В сфере предоставления услуг — ОАО «Лухремтехпредприятие»
- Отделение почтовой связи, село Тимирязево
- 4 магазина Лухского райпо
- Отдаленные деревни обслуживаются автолавкой.
- Частный магазин
- Общепит ООО закусочная «Визит», село Тимирязево[13]

## Достопримечательности
- Николо-Тихонов монастырь, село Тимирязево
- Обелиски в память воинов Тимирязевского сельского поселения, павших на полях сражений в годы Великой Отечественной войны, село Тимирязево и деревня Запрудново[13].